# Блєсков Олександр Олексійович
Олександр Олексійович Блєсков (нар. 1 листопада 1922, село Алісово Карачевського повіту, тепер Хотинецького району Орловської області, Російська Федерація — 22 грудня 2006, село Горькая Балка Совєтського району Ставропольського краю, Російська Федерація) — радянський діяч, голова колгоспу імені Леніна Совєтського району Ставропольського краю. Член ЦК КПРС у 1971—1981 роках. Герой Соціалістичної Праці (7.12.1973).

## Біографія
Народився в селянській родині. У червні 1941 року закінчив середню школу.
У червні 1941 року був призваний до Червоної армії і направлений в Орловське піхотне училище. Через складну обстановки на фронті навчання не закінчив і був направлений у діючу армію сержантом. Воював на Волховському фронті командиром відділення стрілецького батальйону. Учасник німецько-радянської війни. Був двічі поранений. Після другого, важкого, поранення майже рік пролежав у госпіталі в місті Ташкенті. У 1943 році був комісований через поранення, отримав інвалідність.
У 1943—1947 роках — студент Харківського сільськогосподарського інституту, який під час війни перебував в евакуації в місті Ташкенті.
У 1947—1949 роках — головний агроном тваринницького радгоспу «Буратинський» (тепер в Калмикії).
У 1949—1952 роках — головний агроном, завідувач районного сільськогосподарського управління Солдато-Олександрівського району Ставропольського краю.
Член ВКП(б) з 1951 року.
У 1953—1958 роках — директор Отказненської машинно-тракторної станції (МТС) Ставропольського краю.
У березні 1958 — 1989 року — голова колгоспу імені Леніна села Горькая Балка Совєтського району Ставропольського краю.
Указом Президії Верховної Ради СРСР від 7 грудня 1973 року за великі успіхи, досягнуті у Всесоюзному соціалістичному змаганні, і виявлену трудову доблесть у виконанні взятих зобов'язань із збільшення виробництва і продажу державі зерна та інших продуктів землеробства в 1973 році Блєскову Олександру Олексійовичу присвоєно звання Героя Соціалістичної Праці з врученням ордена Леніна і золотої медалі «Серп і Молот».
З 1989 року — персональний пенсіонер у селі Горькая Балка Совєтського району Ставропольського краю.
Помер 22 грудня 2006 року.

## Нагороди і звання
- Герой Соціалістичної Праці (7.12.1973)
- два ордени Леніна (22.03.1966, 7.12.1973)
- орден Жовтневої Революції (22.02.1978)
- орден Вітчизняної війни І ст. (11.03.1985)
- орден Вітчизняної війни ІІ ст. (14.05.1945)
- орден Трудового Червоного Прапора (29.08.1986)
- два ордени «Знак Пошани» (11.01.1957, 08.04.1971)
- медалі
- Почесний громадянин Ставропольського краю (2003)